# Castillo de Cihuela
El castillo de Cihuela es un fortaleza medieval ubicada en la localidad española de igual nombre, en la provincia de Soria.

## Historia
La primera referencia histórica es el año 876, cuando el caudillo árabe Almorabir hizo una incursión por Galicia y fue derrotado por Alfonso III, que persiguió a los musulmanes entrándose a sus tierras hasta tomar los castillos de Deza, Cihuela y Atienza. En el año 974, en el que el nuevo Conde de Castilla, García Fernández, partiendo de su base de San Esteban de Gormaz y Osma, hará una incursión en territorio musulmán, sitiando los castillos de Deza y Cihuela, apareciendo por primera vez bajo dominio cristiano en el año 1136.
Tras años de luchas, en 1437, tras varios años de luchas entre Castilla y Aragón, se firman la paz de Nápoles, por las que Deza, Cihuela, Ciria y Borobia retornan a manos castellanas, mientras que otras poblaciones pasaban a Aragón. En un documento de 1444 el rey de Castilla, Juan II, cita las poblaciones de Baza y Cihuela con sus castillos y fortalezas. Se sabe que fue propiedad de Don Álvaro de Luna, por donación del Rey Don Juan II de Castilla, el 27 de julio de 1444.

## Descripción
Este bastión es el clásico "castillo roquedo" con murallas que se adaptan al terreno y aprovechan al máximo la topografía del lugar. En el lado norte estaba la puerta, protegida por una pequeña torre vigía, con ventana abocinada cuya vista daba directamente a la puerta. Desde allí partía una muralla que llegaba hasta la punta sur, en la parte que mira hacia el pueblo. En la cara contraria a Cihuela se extiende un gran muro de roca a excepción de un pequeño trozo donde la roca ya no es tan escarpada y se completa con un lienzo de muralla.
Es notable el espesor de los muros, construidos en mampostería con piedra de enorme tamaño, coronados por almenas de punta de diamante prismáticas. Al mediodía y en la mitad del recinto, hubo un torreón prismático, la torre del homenaje, que defendía ambos lados del castillo y que alcanzaba la vista de todo el término. El aljibe se situaba a la derecha del torreón, excavado en la roca.
Aunque desde el pueblo parece bien conservado, su estado actual es de avanzada ruina. De las murallas, se conserva el ala trasera en su totalidad, y del ala delantera, aproximadamente un tercio de la que había. De la torre del homenaje, sólo queda la base, aunque no es visible desde el exterior del castillo, mientras que se conserva el torreón de la entrada.